# Tranvía de Tampa
El Tranvía de Tampa  es un sistema de tranvía histórico ubicado en Tampa, Florida. El tranvía de Tampa fue inaugurado el 19 de octubre de 2002. El Tranvía de Tampa cuenta con 11 estaciones.

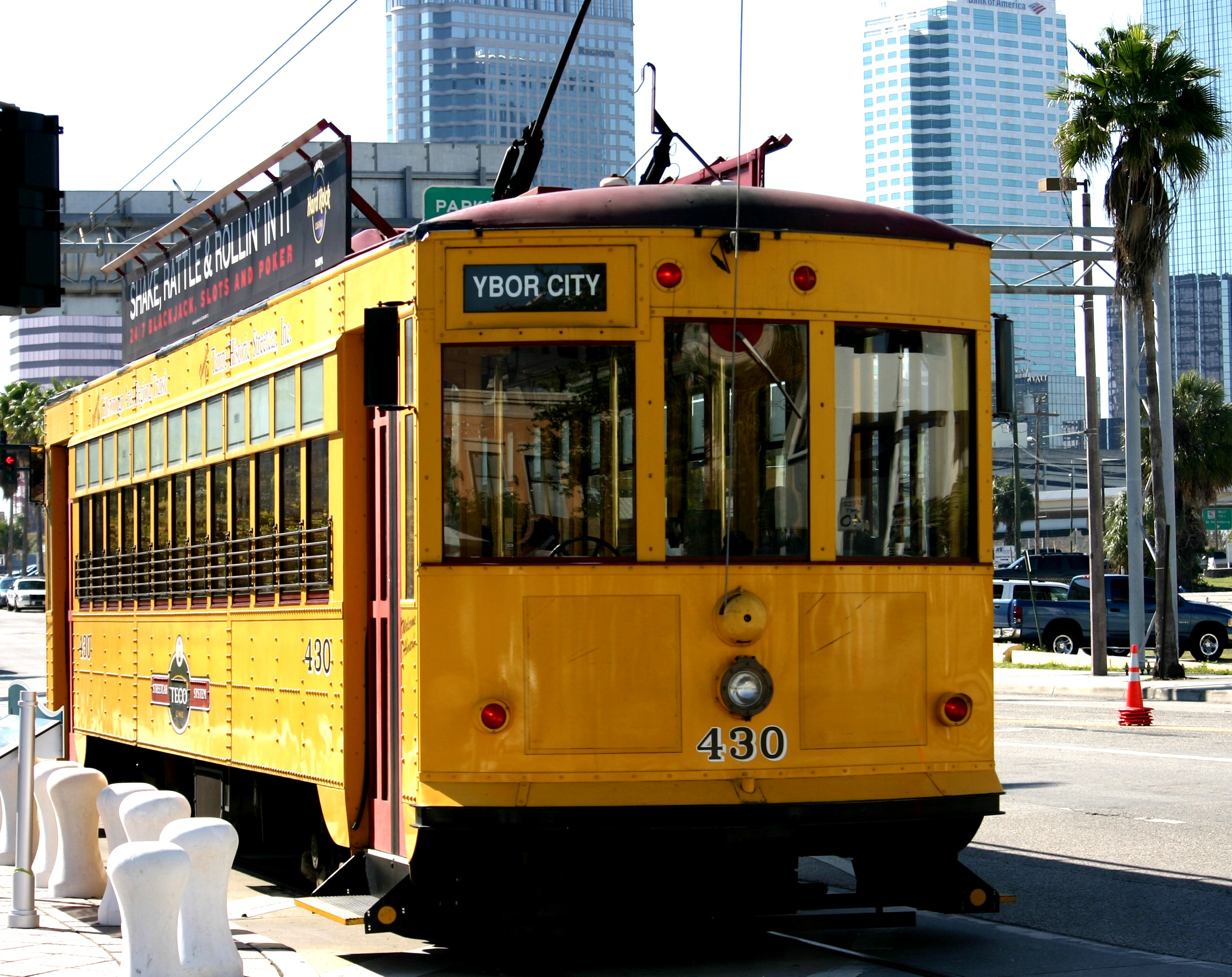
Birney Safety Car